# (5493) Spitzweg
(5493) Spitzweg (1617 T-2) – planetoida z pasa głównego asteroid okrążająca Słońce w ciągu 3 lat i 229 dni w średniej odległości 2,36 j.a. Została odkryta 24 września 1973 roku.